# Chiridius longispinus
Chiridius longispinus is een eenoogkreeftjessoort uit de familie van de Aetideidae. De wetenschappelijke naam van de soort is voor het eerst geldig gepubliceerd in 1957 door Tanaka.